# Dobrivoje Božić
Dobrivoje Božić (23. prosince 1885, Raška – 13. října 1967, Bělehrad) byl srbský inženýr a vynálezce, který proslul zdokonalením vlakové samočinné tlakové brzdy.

## Životopis
Dobrivoje Savatija Božić se narodil v Rašce. Studoval na Vysokých školách technických v Karlsruhe a Drážďanech. Jeden z jeho profesorů byl i Rudolf Diesel. Po absolutoriu v roce 1911 se vrátil do Srbska.

## Inženýrské práce
Jeho první zaměstnání bylo v železniční dílně Niši. Hned od počátku se věnoval výzkumu v oboru brzdění železničních kolejových vozidel, a to až do vypuknutí druhé světové války. V roce 1922 nechal u patentního úřadu ve Spojených státech zaregistrovat svůj systém průběžné tlakové brzdy pro osobní i nákladní vlaky. Božićova brzda byla přijata Mezinárodní železniční unií a od roku 1931 zaváděna i u ČSD

## Emigrace
Během druhé světové války Dobrivoje a jeho manželka Radmila se synem Draganem uprchli do Kanady. Ve své vlasti byl prohlášen za zrádce a jeho veškerý majetek byl zabaven, včetně vily v Bělehradě, kde dnes sídlí Demokratická strana. V roce 1950 se manželům Božićovým narodil v kanadském Kingstonu syn Branko. Krátce poté se Dobrivoje a Radmila rozvedli.
V roce 1964 se Dobrivoje Božić vrátil do Bělehradu, kde o tři roky později zemřel.